# Liste der Monuments historiques in Bellerive-sur-Allier
Die Liste der Monuments historiques in Bellerive-sur-Allier führt die Monuments historiques in der französischen Gemeinde Bellerive-sur-Allier auf.

## Liste der Objekte
| Bezeichnung | Beschreibung | Standort                  | Kennzeichnung | Schutzstatus | Datum | Bild |
| ----------- | ------------ | ------------------------- | ------------- | ------------ | ----- | ---- |
| Anrichte    | Holz, 1604   | im Château du Bost (Lage) | PM03000024    | Classé       | 1962  |      |